# 长叶阴石蕨
长叶阴石蕨（学名：Humata assamica）为骨碎补科阴石蕨属下的一个种。

## 扩展阅读
- 維基物種上的相關：长叶阴石蕨